# Гай Еренуцій
Гай Ерену́цій (лат. Gaius Erenucius; V—IV століття до н. е.) — політик і військовий діяч Римської республіки, військовий трибун з консульською владою (консулярний трибун) 379 року до н. е.

## Біографічні відомості
Походив з плебейського роду Еренуціїв. Про батьків, молоді роки його відомостей немає. 
У 379 році до н. е. його було обрано військовим трибуном з консульською владою разом з Луцієм Юлієм Юлом, Гаєм Секстілієм, Марком Альбінієм, Луцієм Антістієм, Гаєм Манлієм Вульсоном, Публієм Требонієм і Публієм Манлієм Капітоліном. Був одним з п'яти військових трибунів цього року, які походили з плебейських родів. Під час цієї каденції двоє трибунів-патриціїв (можливо родичів) Гней Манлій і Публій Манлій без жеребу були призначене вести почесні військові дії проти вольсків, тоді як інші трибуни того року плебейського походження були від цього усунуті й забезпечили згідно з Титом Лівієм «домашній спокій».
Про подальшу долю Гая Еренуція відомостей немає. 